# Ted Heath
George Edward «Ted» Heath (30 de marzo de 1902-18 de noviembre de 1969) fue el músico inglés y el director de una de las orquesta más importantes de la posguerra, con más de 100 álbumes grabados y más de 20 millones de discos vendidos. Su banda fue considerada la más famosa y exitosa del Reino Unido, permaneciendo activa 55 años, hasta el año 2000.

## Inicios musicales
Heath nació en Londres, Inglaterra. Aprendió a tocar la  trompa alto con seis años de edad. Su padre, líder de la Wandsworth Town Brass Band, le incentivó a pasarse al trombón.
Con el fin de ganarse la vida en la posguerra, tanto él como su hermano Harold y otros tres músicos formaron una banda que tocaba para los transeúntes en la Estación de London Bridge, antes de hacerlo cerca de Queen’s Hall Gardens. Fue allí donde inició su carrera profesional, tras recibir una oferta para tocar en la formación de Jack Hylton, quien residía en la zona. Aunque no estuvo mucho tiempo con Hylton, consiguió el impulso necesario para seguir adelante con su carrera.

## Década de 1920
Su primer período real en una banda tuvo lugar en la formación estadounidense Southern Syncopation Orchestra, la cual viajaba por Europa, tocando en Viena, Austria, y necesitaba un trombonista. El baterista de la banda, Benny Payton, enseñó a Heath todo acerca del Jazz y el Swing.
Posteriormente tocó con los Metro-Gnomes, un pequeño grupo dirigido por Ennis Parkes, casada más adelante con Jack Hylton. A finales de la década de 1920 Heath se unió de nuevo a la formación de Hylton.
Entre 1925 y 1926 Heath tocó en el grupo Kit Cat Club dirigido por Al Starita. En él pudo oír a Bunny Berigan, Tommy Dorsey y Jimmy Dorsey, y Paul Whiteman mientras viajaba por Europa.

## Década de 1930
En 1928 entró a formar parte de la orquesta de Bert Ambrose en el Hotel Mayfair de Londres, tocando allí hasta 1935, año en que pasó a la formación de Sídney Lipton en el Grosvenor House. Ambrose, muy disciplinado, enseñó a Heath cómo ser líder de banda. Fue durante esos años cuando Heath se convirtió en el trombonista más destacado de Inglaterra, tocando en numerosas grabaciones.
En septiembre de 1939 la Sídney Lipton Band, entonces de gira por Escocia, hubo de disolverse por el inicio de la Segunda Guerra Mundial. Heath, su esposa Moira y sus hijos tuvieron que volver a Londres, y a finales de ese año Heath se sumó a la banda de Maurice Winnick en el Hotel Dorchester.
A finales de los años treinta e inicios de los cuarenta, Heath también trabajó como acompañante en varios álbumes de Benny Carter.

## Década de 1940
En 1940 Heath formó parte de la orquesta de Geraldo tocando en numerosos conciertos y retransmisiones en los años de la guerra, viajando al Oriente Medio para actuar a favor de las Fuerzas Aliadas destacadas en la zona. A menudo fue uno de los componentes del grupo vocal de Geraldo, Three Boys and a Girl.
En 1941 Geraldo pidió a los miembros de la banda que compusieran una melodía para incluir en sus retransmisiones. Heath había compuesto "That Lovely Weekend". El tema fue orquestado, cantándolo Dorothy Carless, y convirtiéndose en un éxito inmediato. Los derechos de la canción y de otra composición, "Gonna Love That Guy", permitieron a Heath formar su propio grupo.

## Ted Heath y su música
Heath fue inspirado por Glenn Miller y su Banda de las Fuerzas Aéreas del Ejército de los Estados Unidos, hablando con el propio Miller cuando este estaba de gira por Inglaterra, acerca de la posibilidad de crear su propia formación. Heath admiraba la inmaculada precisión del conjunto de Miller, y se sintió con confianza para intentar emularle con su propia orquesta.
En 1944 Heath habló con Douglas Lawrence, de la BBC, sobre la posibilidad de apoyar a una nueva banda con un contrato radiofónico. Lawrence era escéptico pero, siguiendo el modelo americano, se formó una banda con 5 saxos, 4 trombones, 4 trompetas, piano, guitarra, bajo y percusión. La nueva Ted Heath Band se dejó oír por primera vez en una transmisión de la BBC en 1944. 
A finales de 1945, el líder de banda estadounidense Toots (Tutti) Camarata fue al Reino Unido como director musical del film London Town, que iba a ser el primer intento británico de emular los musicales de estudios como MGM, dando Camarata a Heath la tarea de ser el núcleo de la orquesta de la película. 
Además, Heath tocó un período en los Winter Gardens de Blackpool en 1946, hizo una gira por Escandinavia, una quincena en el London Casino con Lena Horne, y actuó con Ella Fitzgerald en el London Palladium.
La orquesta consiguió una gran popularidad al ganar una encuesta de las revistas Melody Maker y NME. Gracias a ello a Heath se le pidió actuar en dos Royal Command Performances en 1948 y 1949, teniendo como público al Rey Jorge VI del Reino Unido.
En 1947 Heath persuadió al empresario Val Parnell, tío del baterista de la banda Jack Parnell, para que le permitiera actuar en el London Palladium en sus sesiones Sunday Night Swing. La banda causó una sensación, y finalmente hizo 110 conciertos, finalizando en agosto de 1955 y consolidando su fama entre el público. Además de los conciertos en el Palladium Sunday, la banda actuó regularmente en The Hammersmith Palais y viajó semanalmente por el Reino Unido.

## Década de 1950 y gira estadounidense
En abril de 1956 Heath organizó su primera gira americana, fruto de un acuerdo entre y Stan Kenton, quien viajaría por Gran Bretaña al tiempo que Heath hacía lo mismo en Estados Unidos. La gira se negoció con el Sindicato de Músicos Británicos y con la Federación Americana de Músicos, rompiendo un punto muerto que duraba 20 años. Heath incluyó en su gira a Nat King Cole, June Christy y los Four Freshmen, y llevó a cabo 43 conciertos en 30 ciudades (principalmente en el sur del país) en 31 días (7000 millas), llegando el momento cumbre en el Carnegie Hall el 1 de mayo de 1956.
Durante la gira Nat King Cole fue atacado en escena mientras tocaban en Birmingham (Alabama), por un grupo de segregacionistas blancos. Heath estuvo a punto de cancelar la gira, pero Cole le convenció para continuar. Ambos conservaron una amistad que duró hasta la muerte de Cole, colaborando musicalmente en múltiples ocasiones.
Los años cincuenta fueron el período de mayor popularidad para Ted Heath and His Music, haciendo un número importante de grabaciones. Así, en 1958 el grupo grabó nueve álbumes. Además ganó la votación de New Musical Express a la mejor Banda/Orquesta en 1952, 1953, 1954, 1955, 1956, 1957, 1958, 1959, 1960, 1961. Heath volvió a actuar en otras dos Royal Command Performances— en 1951 para Jorge VI y en 1954 para la Reina Isabel II del Reino Unido.

## Relaciones profesionales
Además de Cole, Heath tuvo buenas relaciones personales y profesionales con Woody Herman, Count Basie Marlene Dietrich, Edmundo Ros, Johnny Mathis y Tony Bennett. Trabajó con Sarah Vaughan, Ella Fitzgerald, Lena Horne, June Christy, Mel Torme, The Four Freshmen y otros. Además, la formación trabajó con los grandes arreglistas de la época, poseyendo más de 800 arreglos originales en su catálogo. Entre los arreglistas figuraban Tadd Dameron, George Shearing, Reg Owen, John Keating, Kenny Graham, Ken Moule, Bob Farnon, Woolf Phillips, Bill Russo, Johnny Douglas, Ron Goodwin y Ralph Dollimore.

## Década de 1960
Heath fue un pionero de las grabaciones de Decca Fase 4 Stereo de inicios de los años sesenta. En esos años continuó con gran número de arreglos originales, y algunos de sus mayores éxitos en las listas de Estados Unidos llegaron en esa época. Siguió actuando de forma continua y con éxito hasta que su salud se resintió en 1964 al sufrir un accidente cerebrovascular en un escenario de Cardiff el día en que cumplía 62 años. A partir de entonces la banda viajó menos, aunque grabó otros varios álbumes.

## Vida personal
Heath se casó dos veces. La primera en 1924 con Audrey Keymer, quien falleció en 1932, y con la que tuvo dos hijos, Raymond y Robert. Su segundo matrimonio fue con Moira Tracey, una bailarina que actuaba en una de las primeras transmisiones televisivas de John Logie Baird en la BBC, quien fue una prolífica compositora de canciones. Ella murió el 24 de enero de 2000 en Weybridge, Inglaterra. Este matrimonio tuvo cuatro hijos, Martin, Valerie, Nicholas y Timothy.
Dos de los hijos de Heath, Nick Heath y Tim Heath, continuaron con la tradición familiar dedicándose al mundo del espectáculo.
Ted Heath falleció en 1969 en Virginia Water, Inglaterra, a los 67 años de edad.

## Personal de la orquesta entre 1945 y 1967
Trompetas:

Bobby Pratt; Stan Reynolds; Ronnie Hughes; Kenny Baker; Duncan Campbell; Alan Franks; Stan Roderick; Ron Simmonds; Eddie Blair; Bert Ezzard; Bert Courtley; Dave Wilkins; Harry Letham; Leslie Hutchinson; Max Goldberg; Arthur Mouncey; Cliff Haines; Harry Hall; Maurice 'Mo' Miller; Albert Hall; Tony Fisher
Trombones:

Don Lusher; Wally Smith; Jimmy Coombes; Ric Kennedy; John Keating; Keith Christie; Johnny Edwards; Lad Busby; Jackie Armstrong; Harry Roche; Joe Cordell; Woolf Phillips; Les Carew; Jack Bentley; Maurice Pratt; Bill Geldard; Ken Goldie; Ted Barker
Saxofón alto:

Les Gilbert; Tommy Whittle; Dave Shand; Roy Willox (también flauta y clarinete); Ronnie Chamberlain (también saxofón soprano); Cliff Townsend; Reg Owen; Dave Hawkins; Don Savage; Denis Walton; Ray Swinfield
Saxofón tenor:

Henry McKenzie (también clarinete),; Danny Moss; Reg Owen; Red Price; Ronnie Scott; Bob Burns; Johnny Gray; Don Rendell; Norman Impey; Frank Reidy; Aubrey Frank Bob Efford
Saxofón barítono:

George Hunter; Ken Kiddier; Freddy Gardiner; Bob Burns
Piano:

Frank Horrox; Stan Tracey (también vibráfono); Norman Stenfalt; Ralph Sharon; Derek Warne (también vibráfono); David Simpson; Ralph Dollimore; Alan Branscombe (también vibráfono)
Bajo:

Johnny Hawksworth; Charlie Short; Sammy Stokes; Jack Fallon,; Jack Seymour; Lennie Bush
percusión:

Jack Parnell; Basil Kirchin Ronnie Verrell; Bobby Orr; Kenny Clare
Vocalistas:

Paul Carpenter; Beryl Davis; Dennis Lotis; Peter Lowe; Dickie Valentine; Lita Roza; Bobbie Britton; Toni Eden; Lydia Macdonald; Kathy Lloyd; Rosemary Squires
Tuba:

Alfie Reece
Guitarra:

Ivor Mairants; Ike Isaacs

## Filmografía

### Bandas sonoras
- Plots with a View (2002, intérprete de "Begin The Beguine", "Woodchopper's Ball", "In The Mood")
- Entrapment (1999, intérprete de "I Want to Be Happy")
- It's a Wonderful World (1956, música: "When You Came Along", "Girls, Girls, Girls"; intérprete de "Hawaiian War Chant")

### Actor
- Jazz Boat (1960, como Ted Heath and His Music) .... Líder de banda
- The Small Back Room (1949, sin créditos) .... Líder de banda

### Departamento de música
- Dance Hall (1950, arreglista, sin créditos)
- London Town (1946, contratista de orquesta)

### Como él mismo
- Ready, Steady, Go!, como él mismo (1 episodio, 1963).
- An Evening with Nat King Cole (1963, TV, como él mismo, músico).
- Thank Your Lucky Stars, como él mismo, 1 episodio, 1961.
- This Is Your Life, como él mismo, 1 episodio, 1959.
- It's a Wonderful World (1956, como él mismo).
- The Bob Hope Show, como él mismo, líder de orquesta, 1 episodio, 1956.
- Dance Hall (1950, sin créditos, como él mismo, líder de orquesta).
- Theatre Royal (1943)